# إميل أنجيلوف
إميل أنجيلوف (بالبلغارية: Емил Ангелов)‏ (17 يوليو 1980 في بلغاريا - ) هو لاعب كرة قدم بلغاري في مركز الهجوم. شارك مع منتخب بلغاريا لكرة القدم. أما مع النوادي، فقد لعب مع أنورثوسيس فاماغوستا ودنيزلي سبور وقونيا سبور وليفسكي صوفيا ونادي بيروي ستارا زاغورا ونادي كارديمير كارابوك سبور ونادي ليتكس لوفتش وFC Chernomorets Burgas ‏ وPSFC Chernomorets Burgas ‏ وFC Haskovo ‏ وFC Svilengrad ‏.

## وصلات خارجية
- إميل أنجيلوف على موقع اتحاد تركيا (لاعب) (الإنجليزية)
- إميل أنجيلوف على موقع قاعدة بيانات كرة القدم.إي يو (الإنجليزية)
- إميل أنجيلوف على موقع ناشيونال فوتبول تيمز (الإنجليزية)
- إميل أنجيلوف على موقع Soccerway.com (الإنجليزية)
- إميل أنجيلوف على موقع عالم كرة القدم.نت (الإنجليزية)